# Недко Солаков
Недко Митев Солаков е български художник, син на скулптора Митьо Солаков.

## Биография
Роден е в Червен бряг на 28 декември 1957 г.
Завършва монументално-декоративна живопис в ВИИИ „Н. Павлович“ в София при проф. Мито Гановски. Специализира в Хогер институт (Nationaal Hoger Instituut voor Schone Kunsten) в Антверпен (1985 – 1986), стипендиант на фондация АРТЕСТ, Цюрих (1992), стипендиант на Културконтакт (Kulturkontakt Austria – KKA) Виена (1993), стипендиант на фондация „Филип-Морис“ (1994 – 1995).
Редовно участва в международни фестивали и биеналета, между които многократно в Истанбулското биенале (1992, 1995 и 2005) и във Венецианското биенале, където е български представител през 1999 г. През 2007 г. е поканен за втори път от организаторите на Венецианското биенале, където получава отличие от журито, а с две свои работи се превръща в единствения български художник, участвал в най-голямата изложба на съвременно изкуство – Документа в Касел. С инсталацията „Строго секретно“ той участва в Документа XII, а след това и в Документа XIII – с инсталацията „Рицари (и други сънища)“, 2010 – 2012, показана в музея на братя Грим в Касел.

## Сътрудник на Държавна сигурност
С решение № 2 – 1288/23.04.2018 г. Комисията по досиетата установява и обявява, че от 15 февруари 1978 г. г. Солаков е сътрудничил на Държавна сигурност (ДС) в качеството си на агент на VI управление (Политическа полиция) – І отдел за художествено-творческата и научната интелигенция и средствата за масова информация. Псевдонимът му на агент е „Чавдар“. Снет е от действащия оперативен отчет през 1984 г. Години преди това Солаков обяснява агентурното си минало с това, че вярвал „искрено в социализма“.

## Самостоятелни изложби[13]
- 2022
  - „Stories on Paper,“ Georg Kargl Box, Vienna
  - „A Side Solo Show (drawings only),“ Galleria Continua, San Gimignano
  - „A Cornered Solo Show #2,“ MAXXI - National Museum of 21st Century Art, Rome
  - „Wishes,“ Art Gallery Kula, Split, Croatia
  - „10 + 1 Paintings,“ Credo Bonum Gallery, Sofia
- 2021
  - „Stories from Faraway,“ The Metamorphoses Bookstore & Gallery / Galleria Continua, Paris
  - „Art & Futur. Ex-Ex, Expérience Expo avec Nedko Solakov,“ Galleria Continua Les Moulins, Boissy-le-Châtel, Paris
  - „A Cornered Solo Show #1,“ Musee d’art moderne Grand-Duc Jean, Luxembourg
- 2020
  - „Big & Small,“ Galleria Continua Les Moulins, Boissy-le-Châtel, Paris
  - „The Artist-Collector's Dream (a nice thing),“ Galleria Continua, San Gimignano
- 2019
  - „Solakovs,“ The Art Gallery Hristo Tzokev and Museum House of Humour and Satire, Gabrovo (with Mityo Solakov and Dimitar Solakov)
  - „(almost) Paintings,“ Sariev Contemporary, Plovdiv
- 2018
  - „Paintings from Long Ago,“ Galleria Continua, Les Moulins, Paris
  - „Paintings with No Texts and Stories on Walls,“ La Panacée-MoCo, Montpellier (C)
  - „Some Bulgarians,“ Institute of Contemporary Art, Sofia
  - „Some Bulgarians,“ BOZAR, Brussels
- 2017
  - „Color Stories,“ Dvir Gallery, Brussels
  - „Stories in Colour,“ Galleria Continua, San Gimignano
- 2016
  - „Nature,“ Sariev Contemporary, Plovdiv
  - „Stories,“ Georg Kargl Fine Arts, Vienna
- 2015
  - „Improvements,“ Salzburger Kunstverein, Salzburg
  - „Doodles (with almost no script) and Participating Moviegoers,“ the lobby of Bulgarian National Film Archive's Odeon Cinema, Sofia
- 2014
  - A Group Show #2,“ Galleria Massimo Minini, Brescia
  - „Mixed Media (in at least four directions and one centre),“ Galerie Bob Van Orsouw, Zurich
- 2013
  - „Paintings with No Texts and I Want Back Home (said the big frog),“ Galleria Continua, San Gimignano, Italy
  - „Protest Against the Protest,“ One-Night Stand Gallery, Sofia
  - „Sentimental Show,“ Sariev Contemporary, Plovdiv, BG (with Mityo Solakov and Dimitar Solakov)
- 2012
  - „A Quiz (again),“ De Vleeshal, Middelburg, NL
  - „All in Order, with Exceptions,“ Museu de Arte Contemporanea Serralves, Porto (C)
  - „All in Order, with Exceptions,“ Stedelijk Museum voor Actuele Kunst / S.M.A.K., Ghent (C)
- 2011
  - „All in (my) Order, with Exceptions“ – Fondazione Galleria Civica, Тренто
  - „All in Order, with Exceptions“ – Ikon Gallery, Бирмингам
  - „Two Site-Specific Pieces with More Options“ – Georg Kargl Box, Виена
  - „Beauty“ – Galleria Massimo Minini, Бреша
- 2010
  - „I miss Socialism, maybe“ – Galleria Continua, Пекин
  - „High Level Margins with a Catalogue“ – Kunstverein Amsterdam, Амстердам
  - „The Passage (a commissioned art work’s story)“ – Galleria Borghese, Рим
  - „A Riffraff“ – Galleria Continua, Сан Джиминяно

- 2009
  - „Just Drawings (with and without stories)“ – Dvir gallery, Тел Авив
  - „Emotions (without masks)“ – Матилденхьое, Дармщат
  - „Недко Солаков“ – СГХГ, София
  - „The Freedom of Speech (or how to argue properly)“ – Castello di Rivoli, Торино
  - „Някои новородени утопии“ – artconnexion, Лил
  - „Emotions“ – Kunstmuseum St. Gallen, Сен Гален
- 2008
  - „Emotions“ – Kunstmuseum Bonn, Бон
  - „A Turnover for Many and a Bit of Luck for One“ – Whitechapel Street Project, Уайтчапъл, Лондон
- 2007
  - „Walls & Floor (without the ceiling)“ – Kunstforum, Виена (заедно с Дан Перьовски)
  - „A Group Show“ – Galleria Massimo Minini, Бреша
  - „Wrong Material“ – Galleria Continua, Сан Джиминяно
  - „Живот (черно и бяло)“ – Norwich Gallery, Norwich School of Art & Design, Норуич
  - „New Noah's Ark, Stupidity & The Wave“ – Galerie Arndt & Partner, Берлин
- 2006
  - „Ранни творби“ – Galerie Arndt & Partner, Цюрих; Художествена галерия Манхайм, Манхайм
  - „Гарантирана конфиденциалност“ – Art Brussels, Брюксел
  - „Плътно прилепнали“ – Lombard-Freid Projects, Ню Йорк (заедно с Дан Перьовски)
- 2005
  - „Дванайсет полукартини, направени съвсем набързо“ – Galerie Georges-Philippe & Nathalie Vallois, Париж
  - „Неизядена храна“ – Kunsthaus Zurich, Цюрих
  - „Истории без изход“ – Galleria Continua, Сан Джиминяно
  - „Живеещи на сметището“ – Tanya Rumpff Gallery, Хаарлем, Нидерландия
- 2004
  - „12 1/3 годишно (и дори по-голямо) проучване“ – O.K. Centrum für Gegenwartskunst, Линц, Австрия
  - „Рисунки“ – Magazzino d’Arte Moderna, Рим (заедно с Масимо Бартолини)
  - „Съперници“ – Centre d’Art Santa Monica, Барселона
  - „12 1/3 годишно (и дори по-голямо) проучване“ – Rooseum Center for Contemporary Art, Малмьо
- 2003
  - „12 1/3 годишно (и дори по-голямо) проучване“ – Casino Luxembourg – Forum d’art Contemporain, Люксембург
  - „Рекламата“ – Sint-Lukasgalerij, Брюксел
  - „Чужди аури“ – The Israel Museum, Йерусалим
  - „Уговорки“ – Dvir Gallery, Тел Авив
  - „Водорасли“ – Base, Флоренция (with Slava Nakovska)
  - „Романтични пейзажи с отсъстващи части“ – Espacio Uno, Museo Nacional Centro de Arte Reina Sofia, Мадрид
  - „Огледала“ – Galerie Georges-Philippe & Nathalie Vallois, Париж
- 2002
  - „Висококачествено шоу с каталог“ – Center for Contemporary Art, Kitakyushu, Япония
  - „Каша“ – Stichting De Appel, Амстердам
  - „Естествени хора“ – Museu do Chiado, Лисабон
  - „Скици за романтични пейзажи с отсъстващи части“ – Galerie Arndt & Partner, Берлин
  - „Романтични пейзажи с отсъстващи части“ – Neuer Berliner Kunstverein, Берлин; Ulmer Museum, Улм
  - „20.10.2001“ – Galerie Erna Hecey, Люксембург
- 2001
  - „Бъбрене“ – The Royal Academy Sculpture Hall / IASPIS Gallery, Стокхолм
  - „Vitiligo People", Galleria Laura Pecci, Милано
  - „Marginalia", Modulo Centro Difusor de Arte, Лисабон
  - „A (not so) White Cube", P.S.1 Special Projects Program, P.S.1 Contemporary Art Center, Ню Йорк
  - „Някъде“ – Tanya Rumpff Gallery, Хаарлем, Нидерландия
- 2000
  - „Истории 1“ – Център за съвременно изкуство, Замък Уяздовски, Варшава
  - „Squared Baroque – Baroqued Square", Ikonen-Museum / Portikus, Франкфурт на Майн
- 1999
  - „…….“ #2 – Galerija Dante Marino Cettina, Умаг, Хърватско
  - „Известието“ – официално участие на България на Венецианското биенале, Венеция
  - „…….“ – Център за съвременно изкуство АТА, София
- 1998
  - „Коледно празненство“ – Galerie arsFutura, Цюрих
  - „Глупав“ – Galerie Arndt & Partner, Берлин
  - „Морско зрелище“ – Галерия ТЕД, Варна (заедно със Слава Наковска)
  - „Викторина“ – De Vleeshal, Миделбург, Нидерландия
  - „Тринайсет (може би)“ – Musee Nationale d’Historie et d’Art, Люксембург
- 1997
  - „Жълто“ – Galerija Anonimus, Любляна
  - „Параноикът“ – Galerie Georges-Philippe & Nathalie Vallois, Париж
  - „Човекът без разсъдък“ – FRAC Languedoc-Roussillon, Монпелие
  - „Войни“ – Galerie Erna Hecey, Люксембург
  - „Някъде (под дървото) – Deitch Projects, Ню Йорк
  - „Междувпрочем“ – Art Connexion, Лил
- 1996
  - „Полубеден-полубогат“ – Резиденция на посланика на Швейцария, София
  - „Желания“ – Galerie Arndt & Partner, Берлин
  - „Драскулки“ – National Museum of Fine Arts’ mirrors, София
- 1995
  - „Да докоснеш древността“ – Галерия Ата-Рай, София
  - „Господин Кураторът, заповядайте…“ – Studio I, Künstlerhaus Bethanien, Берлин
- 1994
  - „Суеверният“ – Center for Curatorial Studies, Bard College, Annandale-on-Hudson, Ню Йорк
  - „Документация“ – Галерия Ата-Рай, София
  - „Колекционерът“ – Музей Лудвиг, Будапеща
  - „Суеверният“ – Музей за съвременно изкуство, Скопие
  - „Бележки“ – тоалетни на НДК, София
  - „Българо-американски сувенири“ – Американски културен център, София
- 1993
  - „Техни митологични височества“ – Галерия Ата-Рай, София
  - „Другият свят“ – Галерия Ата-Рай, София
  - „Les aventures (et les visions) de Francois de La Bergeron en terre Bulgare“ – Френски институт, София
  - „4 (може би 5) стайни инсталации“ – Галерия Елемаг 2D, София
  - Галерия Леседра, София (заедно с Митьо Солаков)
  - „Късмет“ – Medizinhistorisches Museum, Цюрих
- 1992
  - „Само си представи“ – BINZ 39/Artest, Цюрих
  - „Нов Ноев ковчег“ – ifa Galerie, Берлин
  - „Девет обекта“ – Национален исторически музей, София
  - „7 картини, 13 реликвария, 1 инсталация (Нов Ноев ковчег)“ – НДК, София
- 1990
  - „Обекти“ – Галерия АЯ, Бургас
- 1988
  - „Есенни изложби“ – Пловдив
  - Галерия Шипка 6, София
- 1987
  - Bahnwärterhaus, Еслинген на Некар
- 1985
  - Галерия градски площад, Варна
- 1983
  - „Есенни изложби“ – Пловдив
- 1982
  - Галерия Раковски 108, София